# Stora Mossens koloniträdgårdsförening

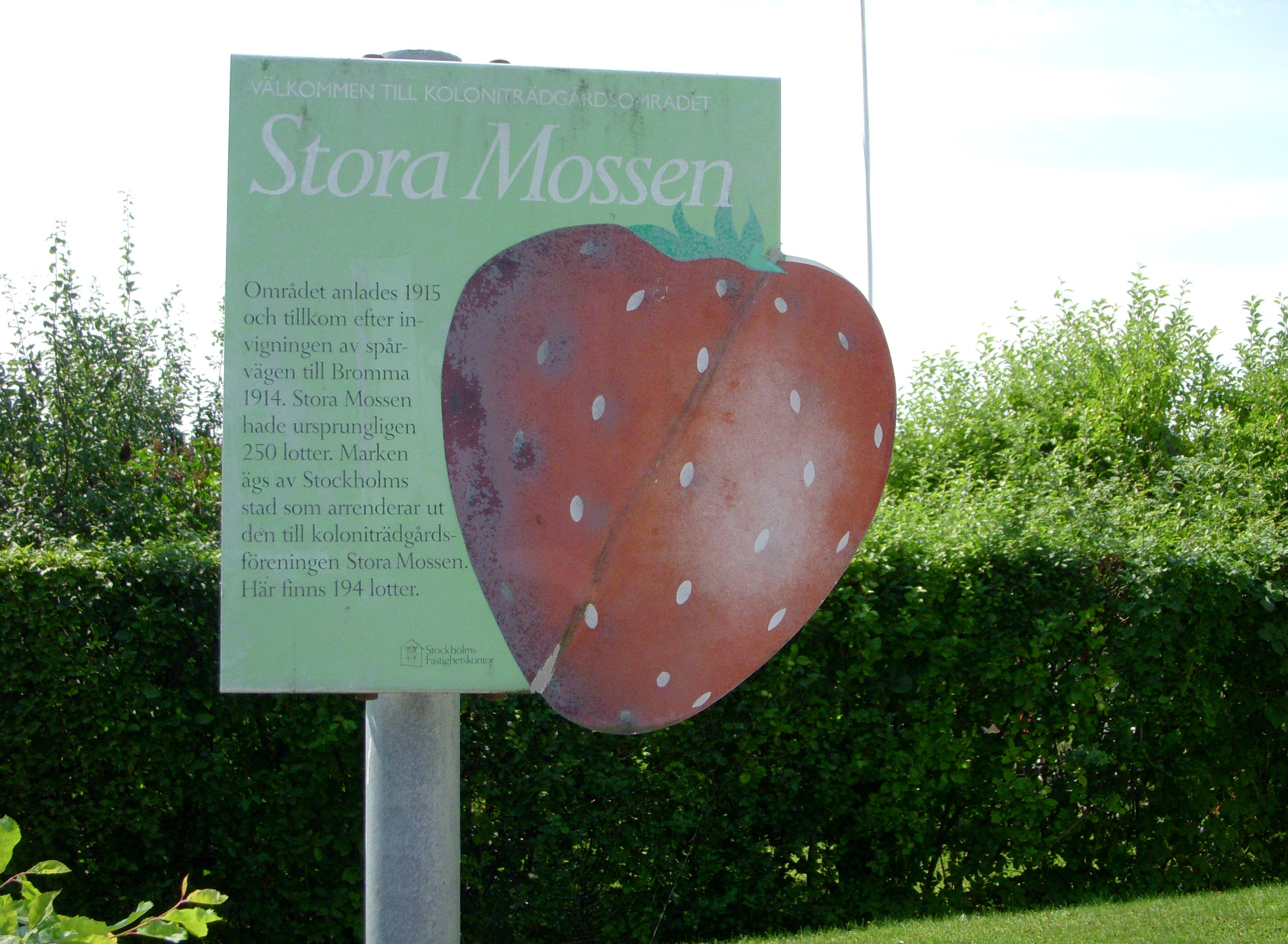
Fastighetskontorets informationsskylt.

Stora Mossens koloniträdgårdsförening är ett äldre koloniområde vid Nyängsvägen 153 i Stora Mossen i Bromma, Stockholm, grundat 1914. 
Stora Mossens koloniträdgårdsområde började anläggas under första världskriget 1915. Det var ett av många koloniområden i Stockholmstrakten som skulle förse sina kolonister huvudsakligen med rotfrukter under krigets nödår. Redan 1914 hade Föreningen koloniträdgårdar i Stockholm arrenderat Stora Mossen och delat upp gården i mindre tomter som intresserade stockholmare kunde hyra. Stora Mossens Gårds boningshus låg där Bromma gymnasium ligger idag och runtomkring fanns det stall, ladugårdar och uthus.
Koloniträdgårdarna i Stockholm hade initierats av Anna Lindhagen och hennes väninna Anna Åbergsson. Rörelsen blev snabbt mycket populär i Stockholm. Nya områden anlades utanför tullarna och de nyinrättade spårvägarna underlättade resan till lotten. Exempelvis Koloniföreningen Dalen anlades 1911 och tillkom efter invigningen av spårvägen till Enskede (nuvarande Enskededalen) 1909 och Stora Mossens koloniträdgårdar startade 1915 efter att spårvägslinjen till Bromma hade öppnats 1914.
Från början fanns 250 lotter på Stora Mossen, samtliga utan lusthus (så kallades kolonistugan), men redan 1916 började de första stugorna växa upp. De flesta byggdes av spillvirke från billådor. Det var emballaget som delar för bland annat Fordbilar transporterades ifrån USA till sammansättningsfabriken i Stockholm. Idag är det 192 lotter och kolonistugor i området.
Vid Nyängsvägen står föreningsstugan, ett litet gult funkishus från 1930-talet. I områdets centrum ligger en backe med utomhusscen och dansbana.

## Bilder

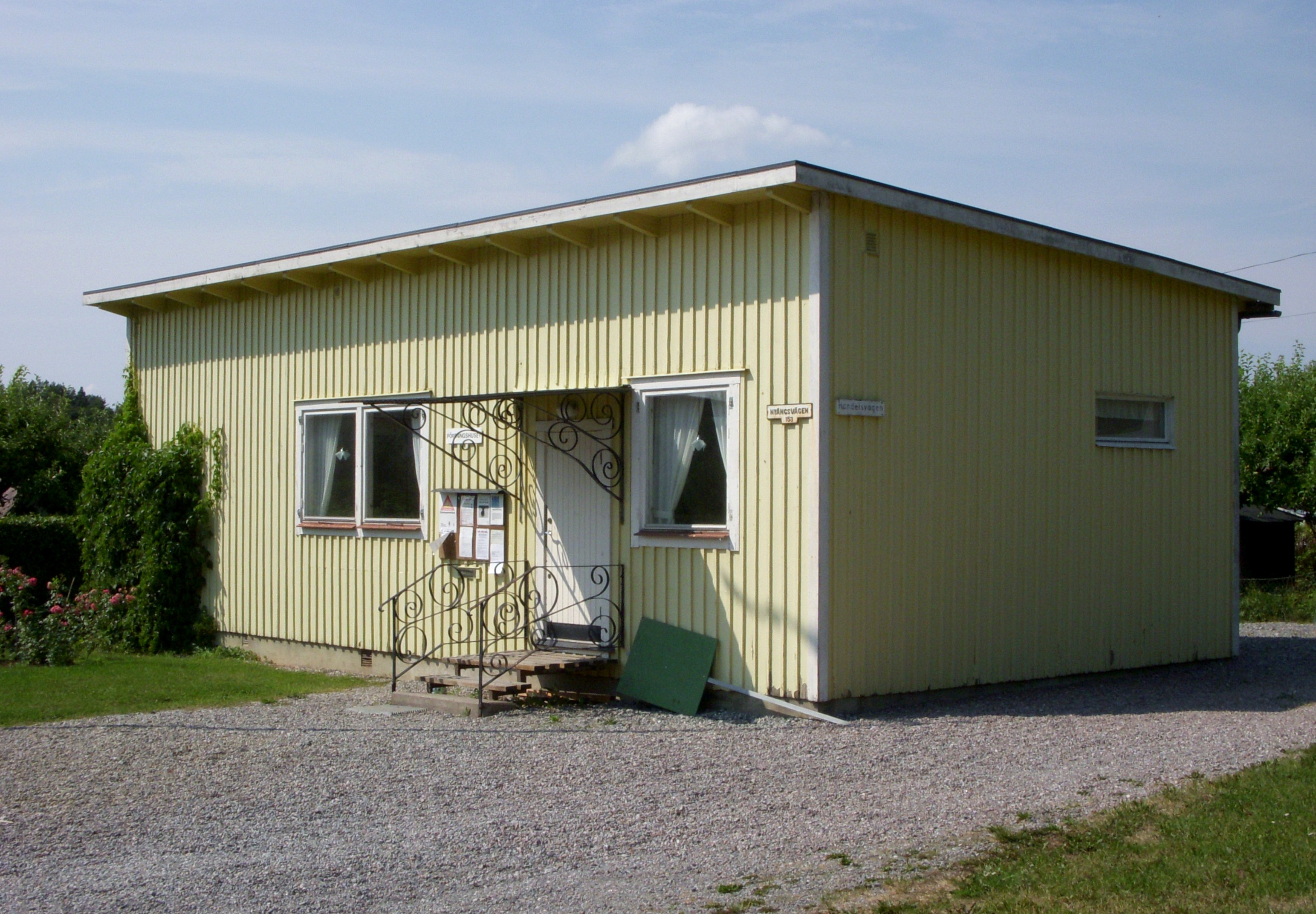
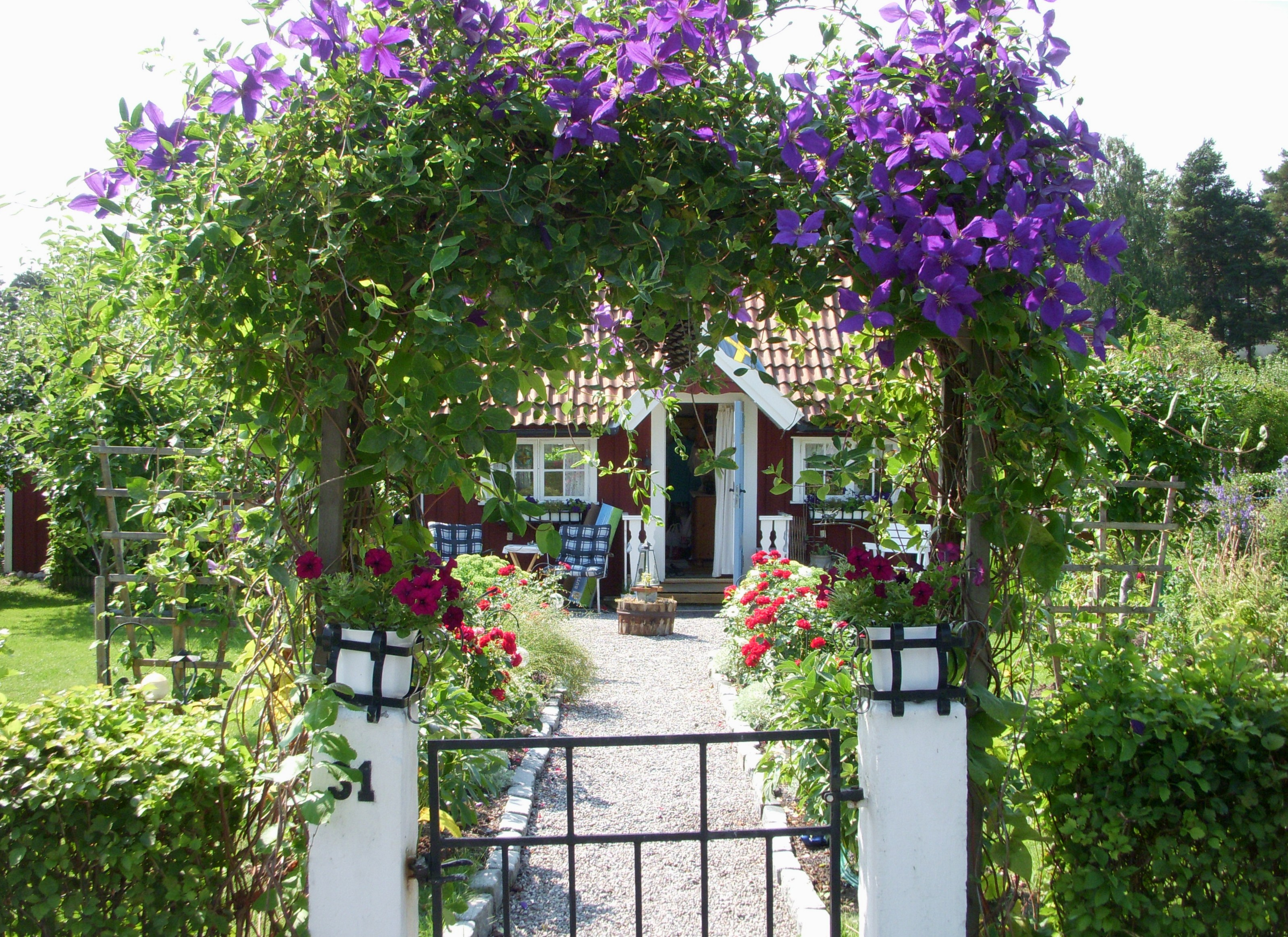
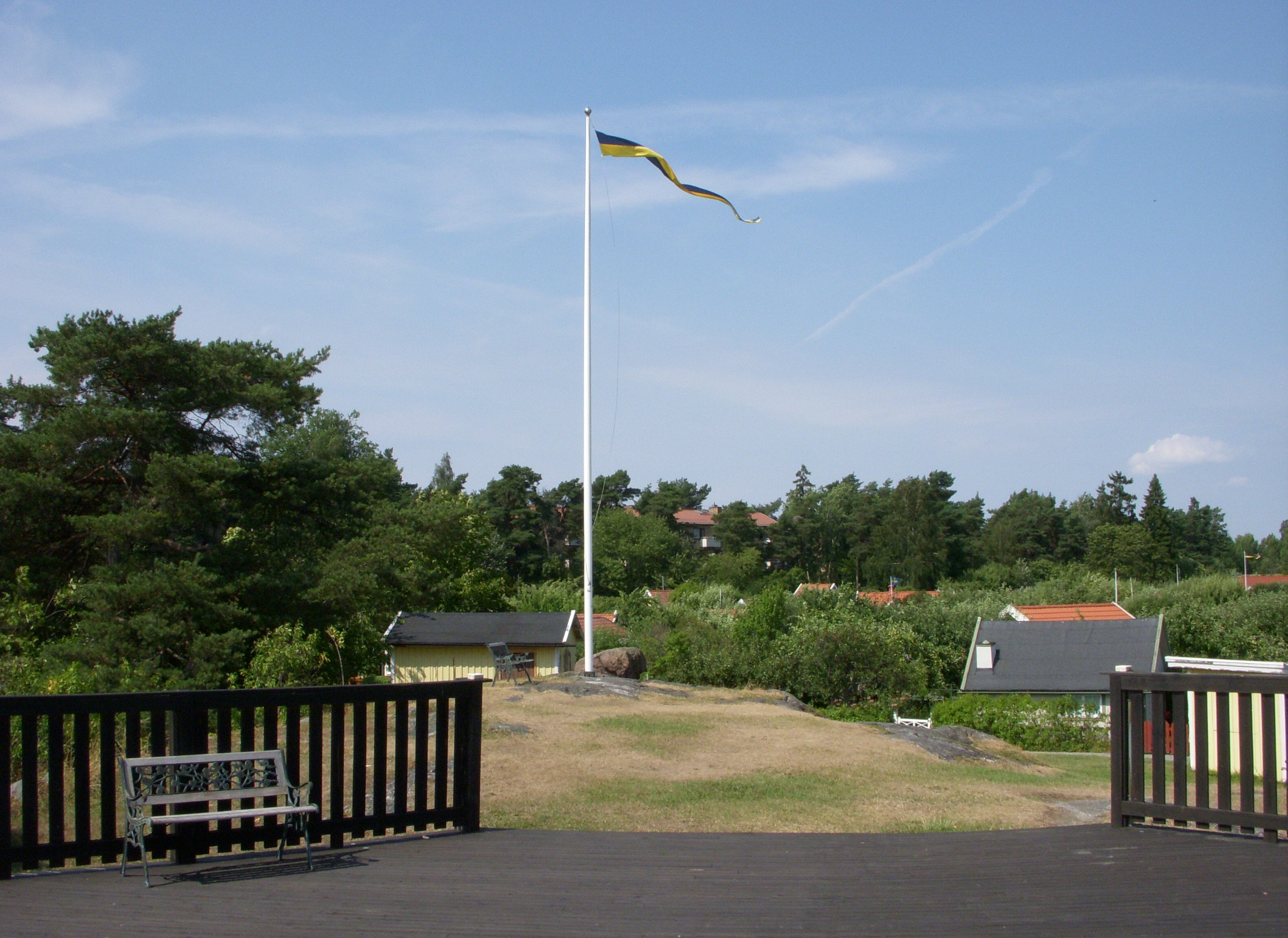
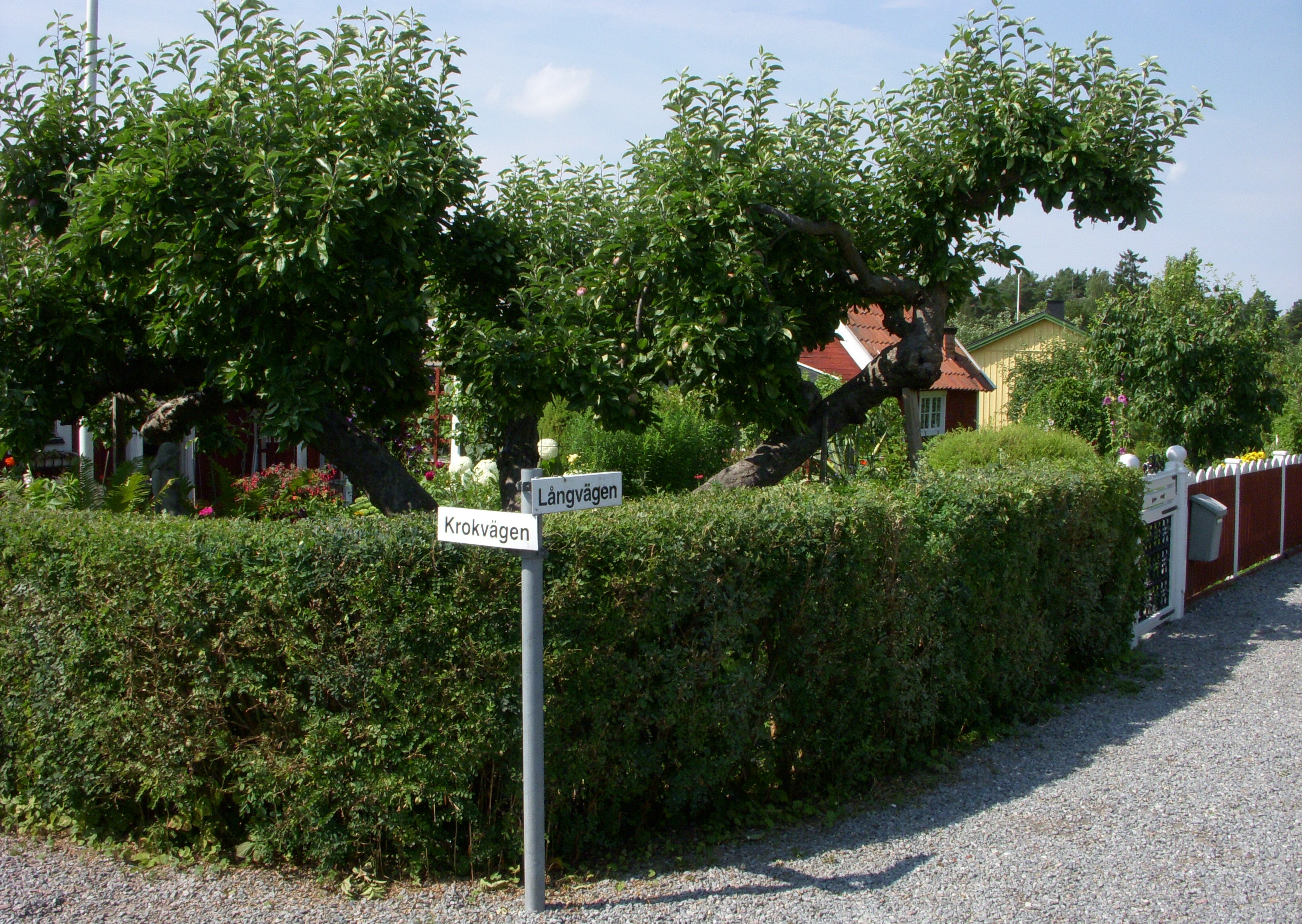
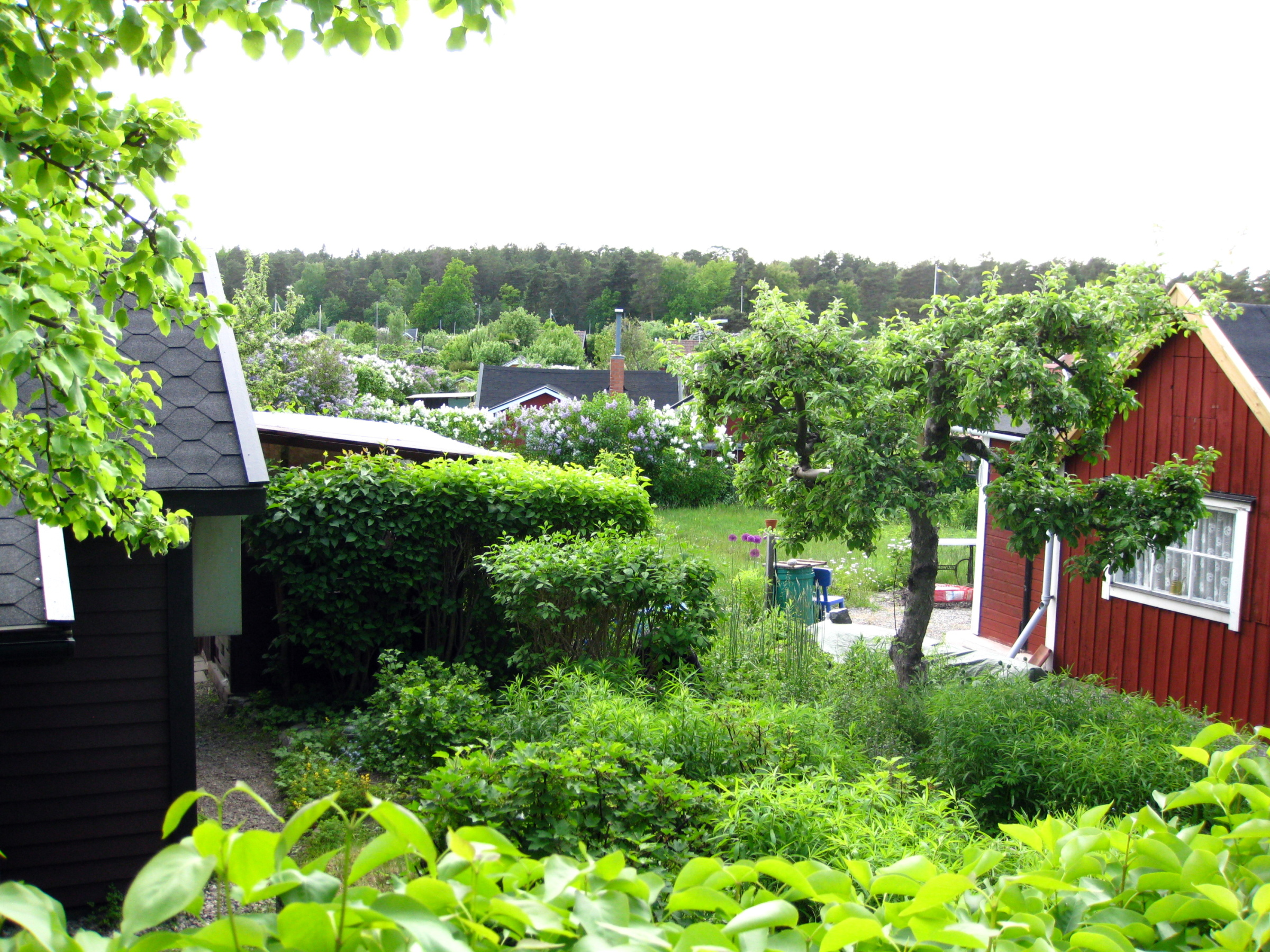
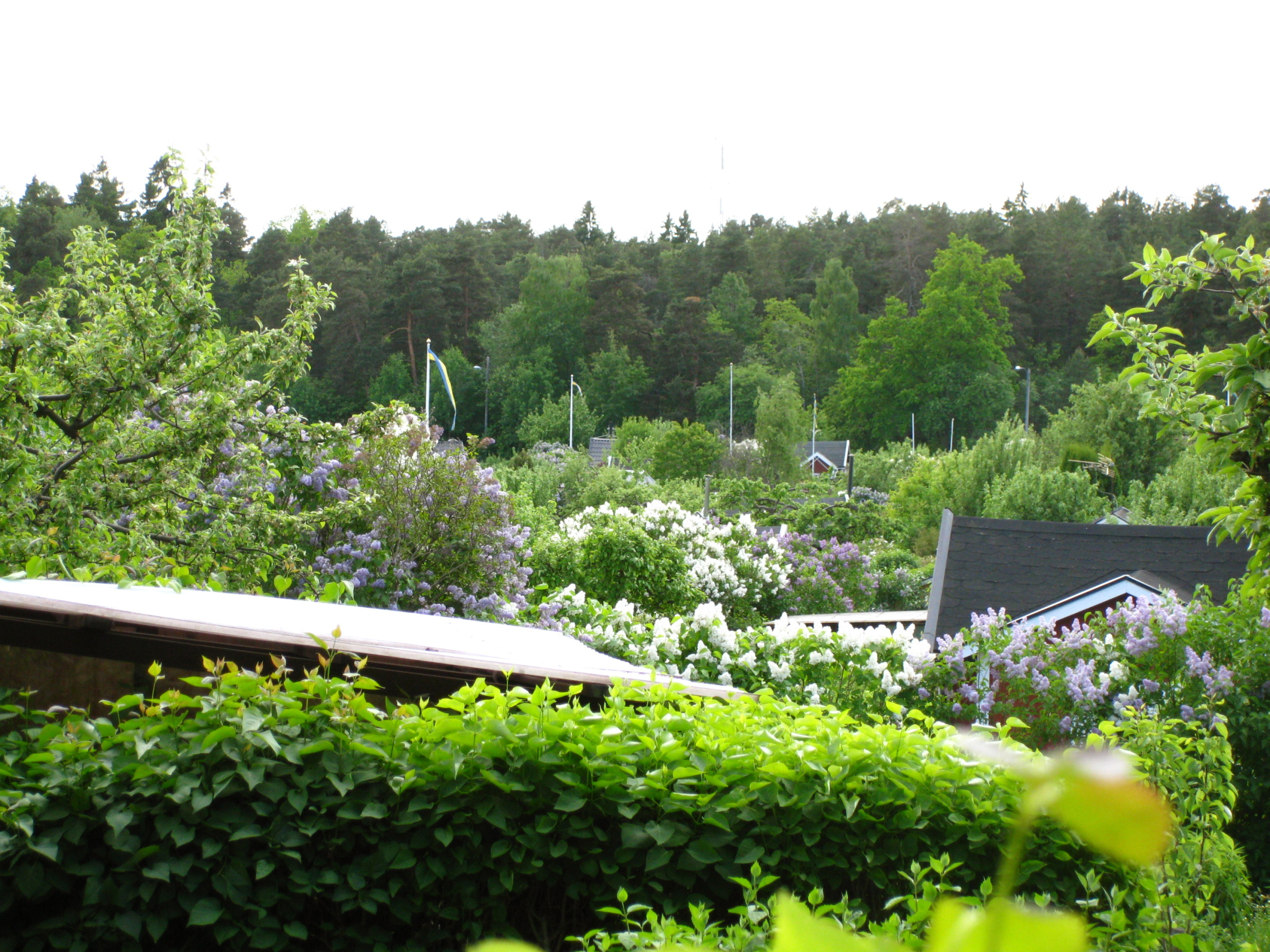
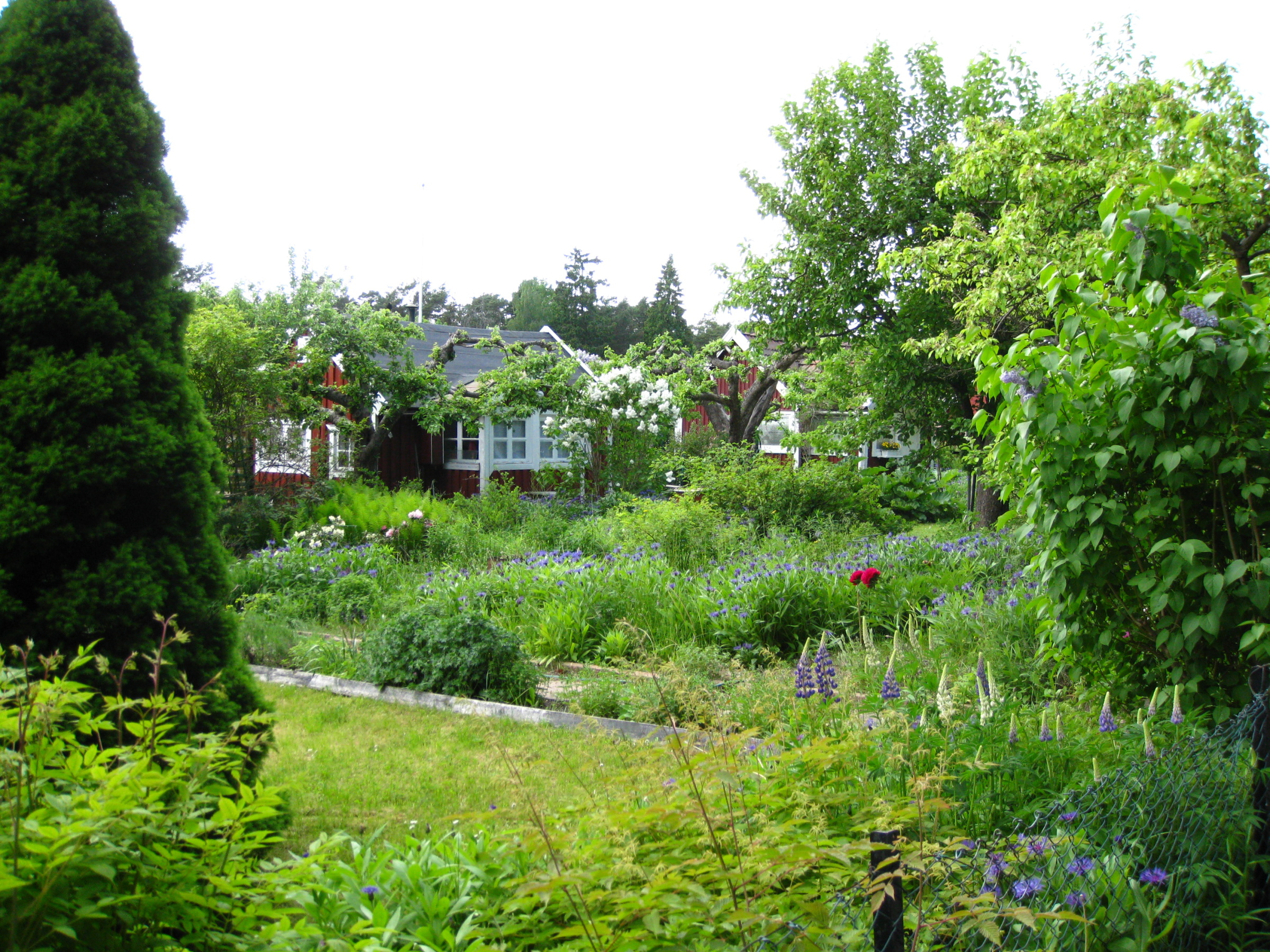
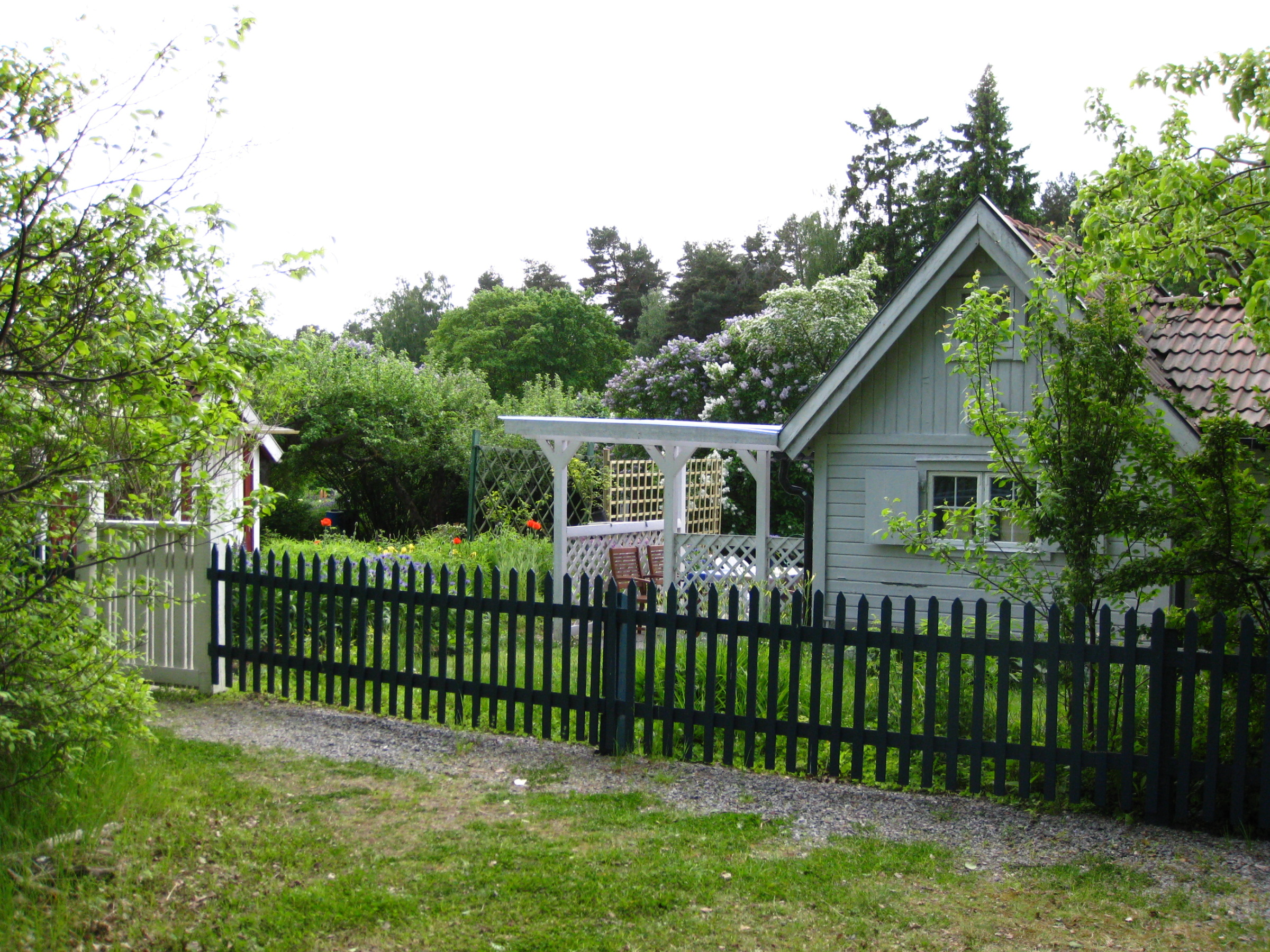